# Coelogyne kelamensis
Coelogyne kelamensis är en orkidéart som beskrevs av Johannes Jacobus Smith.
Coelogyne kelamensis ingår i släktet Coelogyne och familjen orkidéer. Inga underarter finns listade i Catalogue of Life.

## Bildgalleri

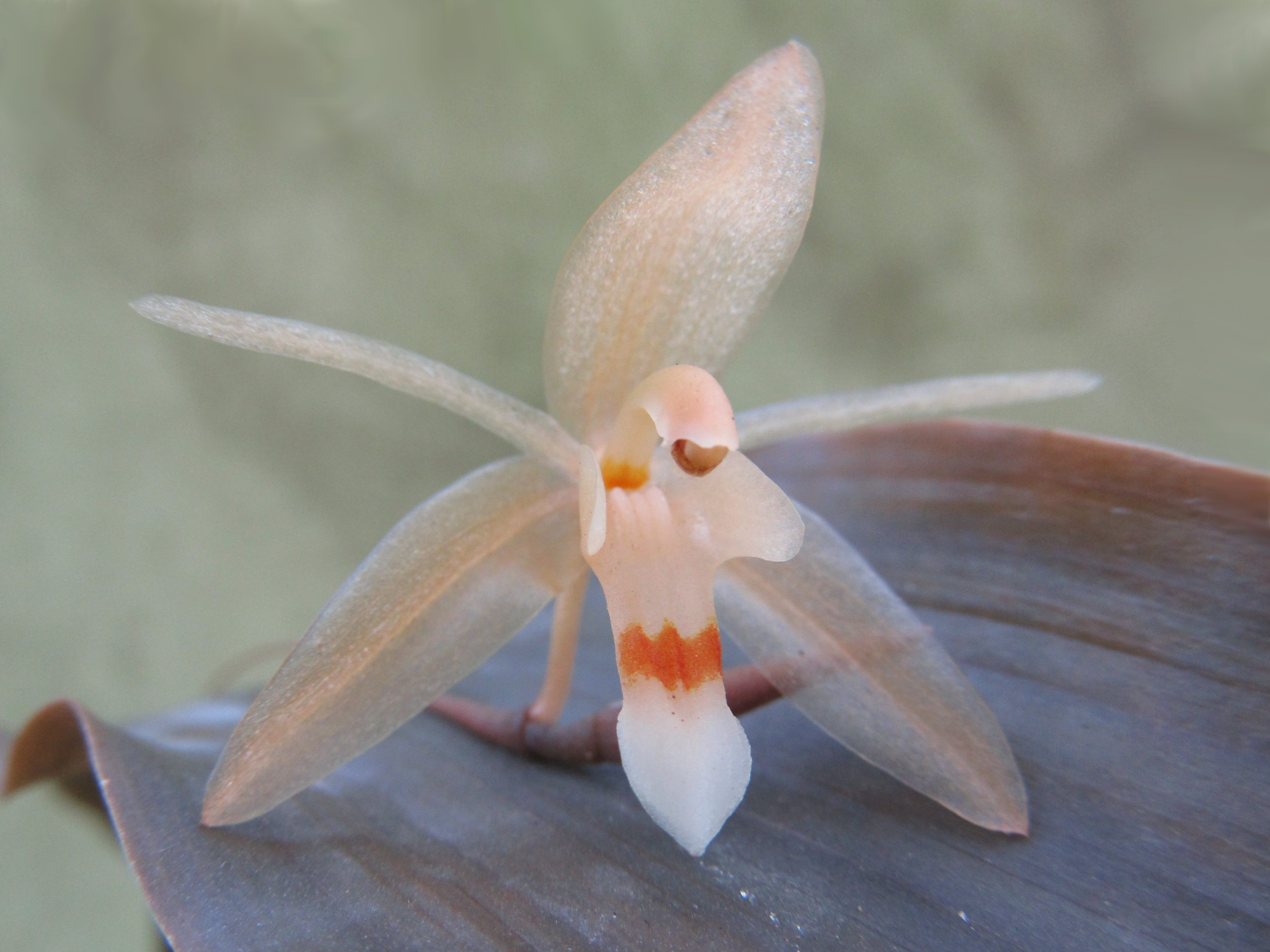